# 自由女神头像双鹰金币
自由女神头像双鹰金币（英語：Liberty Head double eagle）又名凤冠双鹰金币（Coronet double eagle），是1849年开始试铸图案币，1850至1907年为商务流通打造的一种20美元面额金币，由美国铸币局首席雕刻师詹姆斯·巴顿·朗埃克设计。
《1792年铸币法案》中授权发行的最大面额美国硬币是十美元的鹰扬金币。19世纪40年代，由于加利福尼亚州发现黄金并引发如火如荼的淘金潮，大量金锭流入东部，促使联邦国会考虑发行新面额金币，一美元金币和双鹰金币由此诞生。新版金币在费城铸币局引发官员间长时间的明争暗斗，首席雕刻师朗埃克最终完成双鹰金币设计，新币于1850年开始发行。如今确知留存于世的1849年版双鹰金币仅有一枚，现存史密森尼学会的国家钱币收藏。
自由女神头像双鹰金币一经发行就取得成功，许多商家和银行都在日常交易中使用。硬币持续生产，直至1907年被圣高登斯双鹰金币取代，1933年富兰克林·德拉诺·罗斯福总统向公众召回金币，许多双鹰金币被政府熔融。自由女神头像双鹰金币发行的半个多世纪里，数以百万计的金币经国际贸易流往海外，许多都被熔融或存入银行金库。不过，很多金币之后又从外国银行回流到美国本土，以满足钱币收藏家及其他人士对黄金的需求。

## 构想
根据《1792年铸币法案》的授权，面值最大的美国硬币是十美元的鹰扬金币，同时发行的还有面值五美元的半鹰金币和面额2.5美元的四分之一鹰金币。受经济因素制约，美国的黄金在18世纪下半叶到19世纪初的大部分时间里都是流向海外。鹰扬金币的尺寸很适合国际贸易，但由于大部分出产金币都很可能流往国外，铸币局局长埃利亚斯·保丁诺特（Elias Boudinot）于1804年下令停产金币。1838年，联邦国会经法案修改美国金币的重量和纯度，金币随后恢复生产，新版鹰扬金币由铸币局雕刻师克里斯蒂安·戈布雷希特（Christian Gobrecht）设计。
1836年，费城《公众纪录报》（Public Ledger）建议发行一美元和20美元金币，文中称，20枚银币放进口袋未免太过累赘，大额硬币就应该是金币。鹰扬金币的大小和半美元差不多，所以建议发行尺寸与银圆相同的双鹰金币，其价值就是20美元。还有些人留意到美国商人在国际贸易中使用大额拉美金币，所以有必要发行更大面额的美国金币，满足市场需求。
《公众纪录报》的提议很大程度上沦为空谷足音，国会此后十余年间都没有考虑发行20美元金币。不过，1848年开始的加利福尼亚淘金潮令局势改变，大量黄金流入美国市场。黄金供应量大幅上升导致银币价值超过面值，所以银币大量外流，金币逐渐在商品交易中取代银币。大量的黄金也令市场对更大面额金币的需求再度抬头，希望能更高效地把黄金转制成硬币。1849年1月，北卡罗莱纳州联邦众议员詹姆斯·艾弗·麦凯（James Iver McKay）在之前提议发行一美元金币的法案中加入授权双鹰金币的条款。对此他给铸币局局长罗伯特·帕特森（Robert M. Patterson）去信，后者在回信中表示，发行双鹰金币的阻力只可能来自市场需求方面，预计这样的硬币尺寸是在半美元和银圆之间，外型会很漂亮。
麦凯担心在众议院提出法案很可能会遭辉格党议员反对，所以请民主党同僚、新罕布什尔州联邦参议员查尔斯·阿瑟顿（Charles Atherton）出马。阿瑟顿是参议院财政委员会主席，他于1849年2月1日在参议院提出法案。麦凯于2月20日在众议院递交法案，当天便开始辩论。法案果然引来异议，有议员称一美元的金币尺寸实在太小，至于双鹰则会在流通中严重磨损，导致重量减轻。麦凯没有直接回应这些质疑，而是称铸币局已经确认这些金币有市场需求，否则也不会生产。宾夕法尼亚州辉格党联邦众议员约瑟夫·英格索尔（Joseph Ingersoll）发言反对法案，称帕特森局长就反对发行这两种新面额金币，还称20美元的金币不但过于笨重，而且尺寸也太夸张。虽然面临这类质疑，但法案中授权发行一美元和双鹰金币的条款还是以较大优势在两院通过，再于1849年3月3日经詹姆斯·诺克斯·波尔克总统签字生效。钱币学家大卫·兰格（David Lange）表示：“双鹰金币是银行家的硬币，旨在为金融机构和国与国之间的大额交易提供方便。”

## 准备
授权发行一美元和双鹰金币的法案在费城铸币局引发争斗。该局包括首席铸币员富兰克林·皮尔在内的大部分官员都是帕特森局长的亲朋好友，但1844年戈布雷希特去世后继任的首席雕刻师詹姆斯·巴顿·朗埃克例外，他同帕特森没有关联，之前曾是铜版雕刻师，在南卡罗莱纳州联邦参议员约翰·卡德威尔·卡尔霍恩的推荐下获得任命。帕特森很看不起卡尔霍恩，朗埃克因此在铸币局沦为孤家寡人。虽然皮尔已经继任亚当·艾克菲尔特的首席铸币局职位，但艾克菲尔特退休后还是继续在局内工作，皮尔的大部分正式职责都是艾克菲尔特在负责。这种情况导致皮尔有大量空闲时间，他利用政府设施接受公众订单，经营私人勋章和奖章业务。皮尔动用的设备包括纵向车床，这种设施在把新设计方案模型转成硬币大小、以便制作铸币金属模具上有不可取代的作用。只要没有新设计的硬币，铸币局就可以直接机械复制金属模具，无需使用纵向车床。纵向车床属雕刻部设施，但朗埃克很长一段时间都没有用过，直到国会要求发行两种新面额硬币时止。
1849年初，朗埃克开始设计两种新面额硬币，这时他身边连一个助手都没有。朗埃克想要尽快证明自己有完成硬币设计的能力，所以先做好一美元金币。同年五月，他请帕特森聘请雕刻师来当他的助手，但局长不同意，只愿意把雕刻工作外包出去。朗埃克对此难以接受，根据法律规定，雕刻师有责任确保铸币模具符合要求，但他无法监督外包的工作。
据钱币学家沃尔特·布林（Walter Breen）记载，朗埃克开始设计双鹰金币后，“皮尔在帕特森的默许下开始从中作梗。”朗埃克用蜡制出新硬币的大尺寸模型，然后根据上级指示将模型交给皮尔制备在纵向车床上使用的金属电铸版。这轮工作以失败告终，蜡制模型也毁于一旦。不过，朗埃克还备有一套石膏模型，可以在车床上使用。但制出的钢质模型肯定有被皮尔的部门硬化处理，导致之后“在运作过程中不幸爆裂。”钱币史学家唐·塔克西（Don Taxay）认为：“皮尔采用铸币局往常极少采用的工作方式，然后灾难性的失败就接踵而至，这看起来已经不仅仅是巧合了。”
朗埃克再度尝试制出铸币模具，除皮尔继续干扰外，他在费城分局的办公室照明条件欠佳，还存在有毒烟雾渗入。经朗埃克的朋友、纽约雕刻师查尔斯·库欣·赖特（Charles Cushing Wright）帮忙，彼得·克罗斯（Peter F. Cross）成为朗埃克的助手，协助他一起制作模具和出币毂。克罗斯于1849年11至12月根据朗埃克的指示制出硬币正面的初版模具，朗埃克则制出背面。1849年12月22日，帕特森致信财政部长威廉·M·梅雷迪思，称铸币金属模具已经完成。他在信中附上一枚样币，请部长尽快给出答复，这样如果设计获批，1849年版的双鹰金币才有可能保证一定产量。12月24日，梅雷迪思尚未答复，皮尔再度出面反对雕刻师的设计，称自由女神头像的浮雕实在太高，以致使用费城分局的蒸汽动力机械都没有办法呈现设计图案的完整细节，此前呈交财政部长审阅的硬币实际上是用奖章压制机手工制成。此外，皮尔还称硬币上的头像浮雕高得太离谱，导致硬币根本没办法堆叠。帕特森于12月25日将皮尔的意见转达给梅雷迪恩，称这些问题意味着硬币还要延误很长时间才能面世。
1850年1月12日左右，朗埃克完成浮雕降低的金属模具。皮尔之后两个星期都没有检测模具，并且一经检测又再度表态反对，称正面的自由女神头像正好抵住背面的飞鹰，导致出产硬币不能呈现完整细节，称雕刻师必须变更自由女神头像的位置。朗埃克愤怒之下向帕特森申诉，但局长没有采取行动，直到2月初才到雕刻师的办公室同对方面谈。帕特森称，1849年3月开始运作的泰勒政府已经决定解除朗埃克的职务，要求他尽快交出辞呈。朗埃克没有辞职，而是前往首都面见财政部长，结果发现帕特森在很多事项上告诉梅雷迪思的是假话。朗埃克当时从口袋里拿出一枚新版双鹰金币，梅雷迪思看到后深表意外，因为帕特森之前告诉他说制作金币的模具已经损毁，最终朗埃克继续担任铸币局首席雕刻师。
据钱币学作家昆汀·戴维·鲍尔斯（Q. David Bowers）记载，朗埃克于1850年2月完成最后一套金属模具，这套模具也经审批通过。不过，布林认为首批双鹰金币是在1850年1月26日出产。现今确知存世的1849年版双鹰金币仅有一枚，属史密森尼学会的国家钱币收藏。呈交财政部长的样币如今下落不明，据称20世纪50年代曾为钱币经销商威廉·纳吉（William K. Nagy）所有，是他过去的生意伙伴约翰··哈兹尔廷（John W. Haseltine）从梅雷迪恩的房产中找到。另据记载，这枚样币之后被纳吉卖给私人收藏家。费城分局还曾为同铸币局关系密切的药剂师兼钱币学家罗伯特·库尔顿·戴维斯（Robert Coulton Davis）打造过一枚黄铜材质、表面镀金的1849年版双鹰，但这枚硬币如今同样下落不明。

## 设计
双鹰金币正面是古希腊－罗马风格的自由女神头像，面朝硬币左侧，头发用发髻盘起，但还有部分头发向下延伸至颈部，钱币学家杰夫·加勒特（Jeff Garrett）和罗恩·古斯（Ron Guth）都觉得这样的自由女神形象“非常诱人”。女神头戴凤冠，上面刻有（“自由”）字样，硬币外围有13颗星星环绕。硬币背面是纹章老鹰，旁边有两条丝带，上有附有（“合众为一”）字样。朗埃克用这两条丝带暗指硬币的20美元面额。背面整个设计图像相当于美国国徽的变体，老鹰保护的盾牌象征美国，两只爪子分别持有橄榄枝和箭。老鹰头上也有13颗星星排列成环状，其上还有代表光线的线条。
朗埃克的姓名首字母缩写位于正面头像底部。一美元金币和20美元双鹰金币是历史上最早两批刻有设计师名字首字母缩写的联邦硬币，其中一美元金币上刻的只有字母。朗埃克设计的双鹰金币同1849至1854年生产的一类一美元金币很相似。
艺术史学家科尼利厄斯·弗缪尔（Cornelius Vermeule）对双鹰金币及朗埃克其他带有自由女神形象的设计不以为然，觉得这些图案都同例行公事没什么两样。他觉得双鹰金币背面在表现纹章学影像精髓的部分角度上值得称道，把这面比作“爱国宣传册的卷首（图案）”。1850年5月，《阿尔塔加利福尼亚日报》（The Daily Alta California）转载某不知名东部报刊的文章，批评最新面世的20美元硬币。文中称硬币背面的老鹰似乎还不完整，附近那些看起来应该是代表光芒的线条还令整个图案更显混乱。纽约的《商务期刊》（The Journal of Commerce）提议变更设计方案，让金币一面显示乔治·华盛顿肖像，另一面则换成“更漂亮、看起来并不为自己感到惭愧的老鹰。”《波士顿晚抄报》（Boston Evening Transcript）甚至建议铸币局官员“停止发行这种非常寒酸的硬币。让这样的硬币流传于世，会让铸币局管理人员显得品质差到令人发指。” 鲍尔斯于2004年撰文指出，虽然发行之初不受待见，但自由女神头像双鹰金币如今已是收藏家争相追捧的对象。

## 生产

### 1850至1866年：一类
双鹰金币很快就成为铸币局产量最高的金币。从1850年面世直至1933年停产，双鹰金币的产量超过另外几种金币总和。从1795年铸币局开始生产金质流通币到1933年末圣高登斯双鹰金币停产，双鹰金币产量在所有金币中接近一半，并且用来打造成金币的黄金中有78%是生产成双鹰金币。据鲍尔斯所述，双鹰是将黄金转制成硬币的最有效途径。
自由女神头像双鹰金币于1850年开始常规生产，这年费城分局的产量略超100万枚，新奥尔良分局约14万1000枚。1850至1861年，新奥尔良分局每年都会出产双鹰金币，但总体产量都不高。自由女神头像双鹰金币面世之初的几年里，西部还没有铸币分局，部分产自加利福尼亚州的黄金跋山涉水抵达东部铸造成双鹰金币。1854年旧金山铸币局建立后，新奥尔良分局的金币产量也因当地人存入的黄金减少而大幅降低。不过，还是有大部分来自加利福尼亚州的黄金流入费城分局。1861年路易斯安那州宣布脱离联邦后，新奥尔良铸币局经州政府及之后的邦联政府授权铸造出一些双鹰金币。该局之后关闭，直到1879年才重开。位于夏洛特和达洛尼加的铸币分局也在内战期间关闭，但这些分局的铸币设备有限，本来铸造的最高面额硬币就只是半鹰金币。
19世纪50年代初，加利福尼亚及西部其他多地的金币短缺。联邦当局拒绝接受民间用金砂支付关税，私营铸币局很快陷入违约境地。加利福尼亚州联邦参议员威廉·格温（William Gwin）递交法案，建议在加利福尼亚州设立冶金化验办事处，还要求授权发行最高面额达一万美元的金币。他的大部分提议都被否决，不过冶金化验办事处之后还是在旧金山建立。然而，新的冶金化验办事处还不足以避免加利福尼亚州因金币短缺陷入混乱，国会于是在1852年设立旧金山铸币局。1854年4月3日，旧金山分局出产首枚双鹰金币，这枚精制币如今属国家钱币收藏的组成部分。1850至1933年间出产的所有双鹰金币中有超过一半是在旧金山分局生产。
现在许多成色上佳的双鹰金币都是在沉船残骸中找回，这些残骸已经在海底沉睡超过一个世纪。沉没的船只包括“乔纳森兄弟号”（Brother Jonathan）、中美洲号（Central America）和“洋基之刃”（Yankee Blade）号。。1857年9月，中美洲号在美国东岸近海沉没，包括船长威廉·赫恩登（William Herndon）在内的共计435名左右船员葬身大海，一同沉没的还有数千枚旧金山分局生产、成色接近原始状态的1857-版双鹰金币。自20世纪80年代起，船上货物被逐渐打捞上岸，有关所有权的司法诉讼尘埃落定之后，这些金币开始向公众出售。乔纳森兄弟号是途经旧金山、准备继续北上前往波特兰的一艘豪华外轮船，于1865年7月沉没，生还者寥寥无几。从1996年开始，船上数以千计的双鹰金币及其他硬币逐渐打捞上岸，司法诉讼结束后，许多还处于出厂状态的双鹰金币进入钱币交易市场。

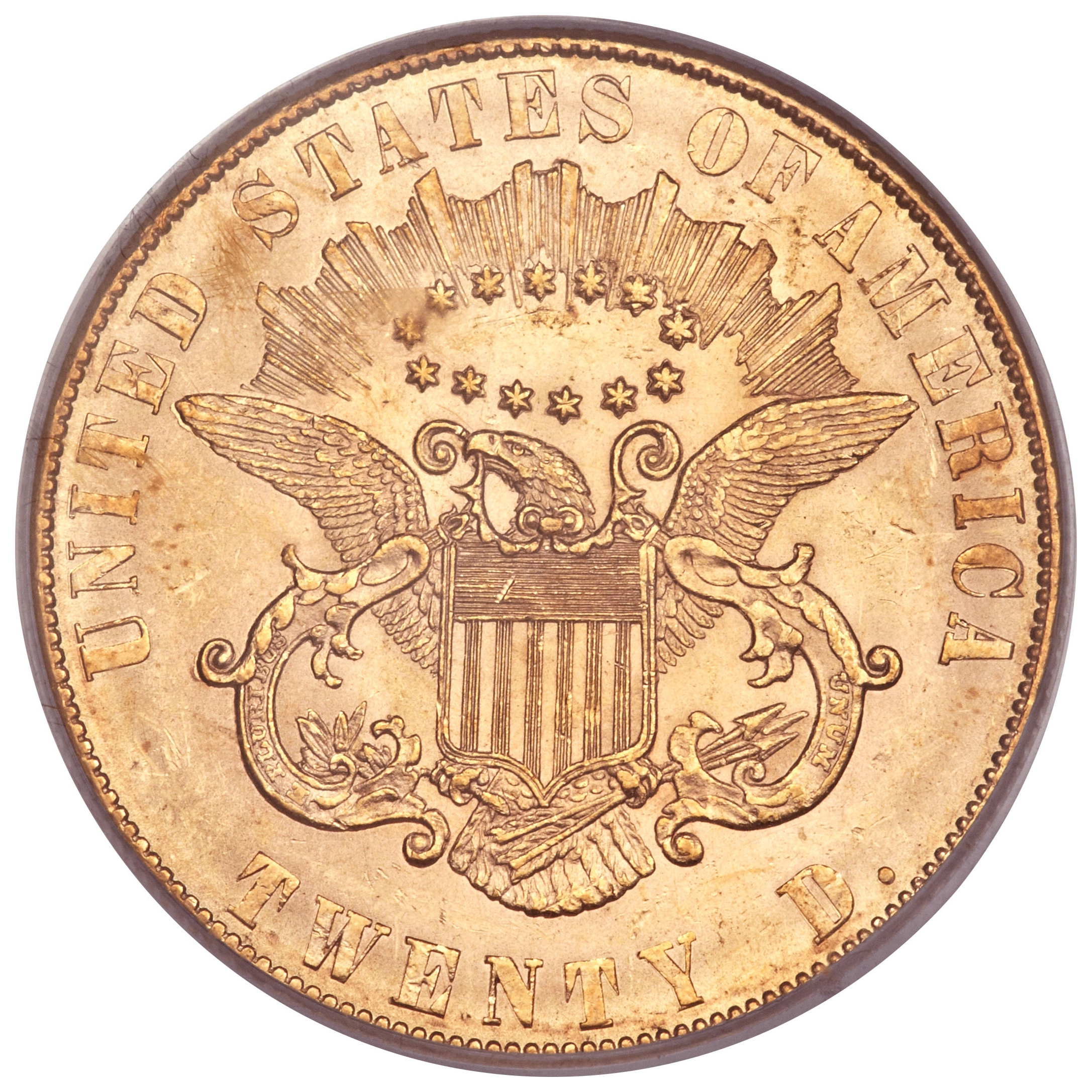
安东尼·帕奎特设计的1861年版双鹰金币背面

1850至1858年出产的双鹰金币上的（“自由”）字样起初被朗埃克误拼成，虽然他把第二个字母改成，但在放大境下还是能看出区别1860年，助理雕刻师安东尼·帕奎特（Anthony C. Paquet）完成新版背面设计，上面的字母更长且更窄。费城和旧金山分局于1861年初投产新版后不久发现，新设计边缘缺少足够高的轮辋来保护硬币图案免遭磨损，所以又继续沿用老版设计生产。费城分局生产的新版双鹰只有屈指可数的几枚没有熔融，但消息传到旧金山分局时，该局已经发行超过两万枚新币。2006年8月，一枚费城分局生产、带有帕奎特设计背面的双鹰金币经拍卖以161万美元高价成交，创下自由女神双鹰金币的新纪录。
2013年2月，位于内华达山脉西山坡的加利福尼亚州金乡（Gold Country）出土鞍岭宝藏（Saddle Ridge Hoard），其中就包含一枚1866-版双鹰金币，其背面没有格言（“我们相信上帝”）。1858年，费城铸币局开始生产极少量自由女神头像双鹰精制币向公众发售，对此布林表示：“即便是那个时候，买得起它们的收藏家也寥寥无几。”

### 1866至1876年：二类
内战爆发后，财政部长萨蒙·波特兰·蔡斯于1861年11月收到提案，建议在美国硬币上表达对神的信仰。考虑过多种措辞后，政府决定采用，并于1864年在新发行的二美分硬币上首度应用。1865年3月3日，国会通过法案授权发行铜镍合金三美分硬币，其中同样要求所有尺寸足够的硬币刻上这句格言。朗埃克因此开始為各种面额的美国硬币重新雕刻模具。1866年，他已在绝大多数没有的硬币上加上这句话，仅有这年开始出产的镍币和直径更小的硬币例外。进入1866年后，旧金山铸币局继续使用1865年剩余的双鹰金币模具，之后再转用1866年的模具。
朗埃克根据反馈小幅加大背面由星星组成的环，在环内加上字样，还借此机会对双鹰金币设计作出其他多项调整。他给背面的盾牌赋予洛可可风格，此前盾牌的轮廓基本上都是直线。橄榄枝上新增第九片树叶，树叶的形状也与之前不同。老鹰头部两侧的条幅尖端更小，并且更加精致，原版设计的左侧条幅尖端有部分挡到中的最后四个字母，新版这个位置挡到的部分更少。此外，老鹰的翅膀和尾羽都略有加长。
1870年，卡森城铸币局在内华达州设立，以期满足日益膨胀的银矿行业需求，方便当地直接精炼白银并制成硬币。除银币外，该局也生产半鹰、单鹰和双鹰金币，使用的铸币标记是。卡森城分局出产的1870-版双鹰仅有3789枚，同该局同年生产的其他硬币一样非常稀有。2009年3月，一枚1870-版双鹰金币经拍卖以41万4000美元高价成交。卡森城分局生产的双鹰金币很大程度上只在当地流通，因为只有在储户存入黄金，并且要求打造成20美元金币返还时才会生产。旧金山继续大量出产双鹰金币，满足加州居民和出口贸易商贩的需求。由于金币在东部已经不再流通，所以费城分局这段时间出产的大部分金币要么运往西部，要么出口海外，否则就只能熔融。
1872年11月，继任朗埃克职务的新任局首席雕刻师威廉·巴伯（William Barber）递交出一套连合活字，展示来年出产硬币上的年份会是什么样子。他的建议得到批准，但首席铸币员阿奇博尔德·劳登·斯诺登（Archibald Loudon Snowden）于1873年1月18日递交书面投诉，称年份上的数字“3”看起来太像“8”。巴伯于是受命修改活字，这也对当时出产的绝大多数美国硬币构成影响。修改前的版本人称“闭合3”（Closed 3），修改后则称“开放3”（Open 3）。双鹰金币在此处的区别很小，其中“闭合3”的数字“3”上两个圆弧是一样大，但“开放3”上面那个圆弧要比下面的略小。

### 1877至1907年：三类

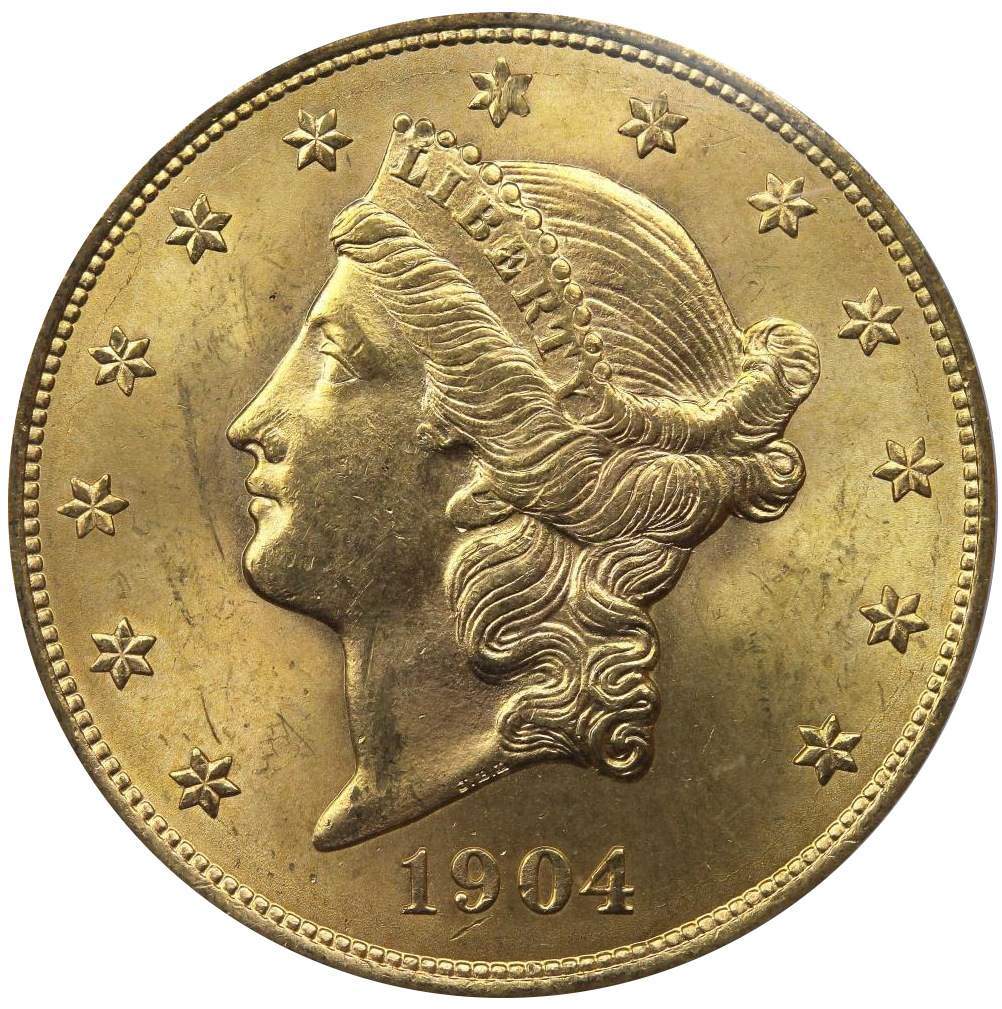
1904年版双鹰金币正面。经威廉·巴伯修改，硬币正面冲制年份的位置更加宽松。

1876年，威廉·巴伯再度调整双鹰金币的背面，把字样加粗，“粗格言”和“细格言”版由此诞生。他还对硬币作出其他多项变更，准备从来年开始应用。硬币正面的年份是以手工压制模具成型，巴伯为此以更尖利的角度把自由女神的颈部截断，以求为年份保留更多空间，降低生产难度。朗埃克原有设计中自由女神凤冠最上方的尖角同年份向左顺时针方向第七颗星很近，但1877年起出产的双鹰金币正面凤冠尖角的位置在第六和第七颗星之间。金币背面还有一处更加明显的调整，原本代表面额的文字是，其中是“Dollar”（“美元”）的缩写，巴伯将其改成完整的（“二十美元”）。此外，背面老鹰背负丝带上的也被加大。新版金属模具在投产之初出现问题，为此巴伯在最初几个月里又经过多次微调。
1877至1883年，旧金山分局继续大量出产双鹰金币。费城分局的产量从1881年起锐减，1881至1887年共计七年间，该局一共只出产4521枚流通版双鹰金币，其中1882、1883和1887年根本没有生产。费城分局每年还会出产精制币，其中1883年版仅发行92枚，1887年版121枚，是最稀有的版本。1879年新奥尔良分局共出产2325枚双鹰金币，是内战结束后该局生产的唯一一批双鹰。不过新奥尔良分局铸造这些硬币的具体原因不明，布林估计这是因为该局总监预测双鹰金币会有市场需求而下令打造。双鹰金币在南部的商品交易中和鹰扬金币一样不受待见。从19世纪80年代开始，数以百万计的双鹰金币被运到欧洲，支付国际贸易费用，这些硬币大多采用布袋包装，每袋250枚，总价值5000美元。

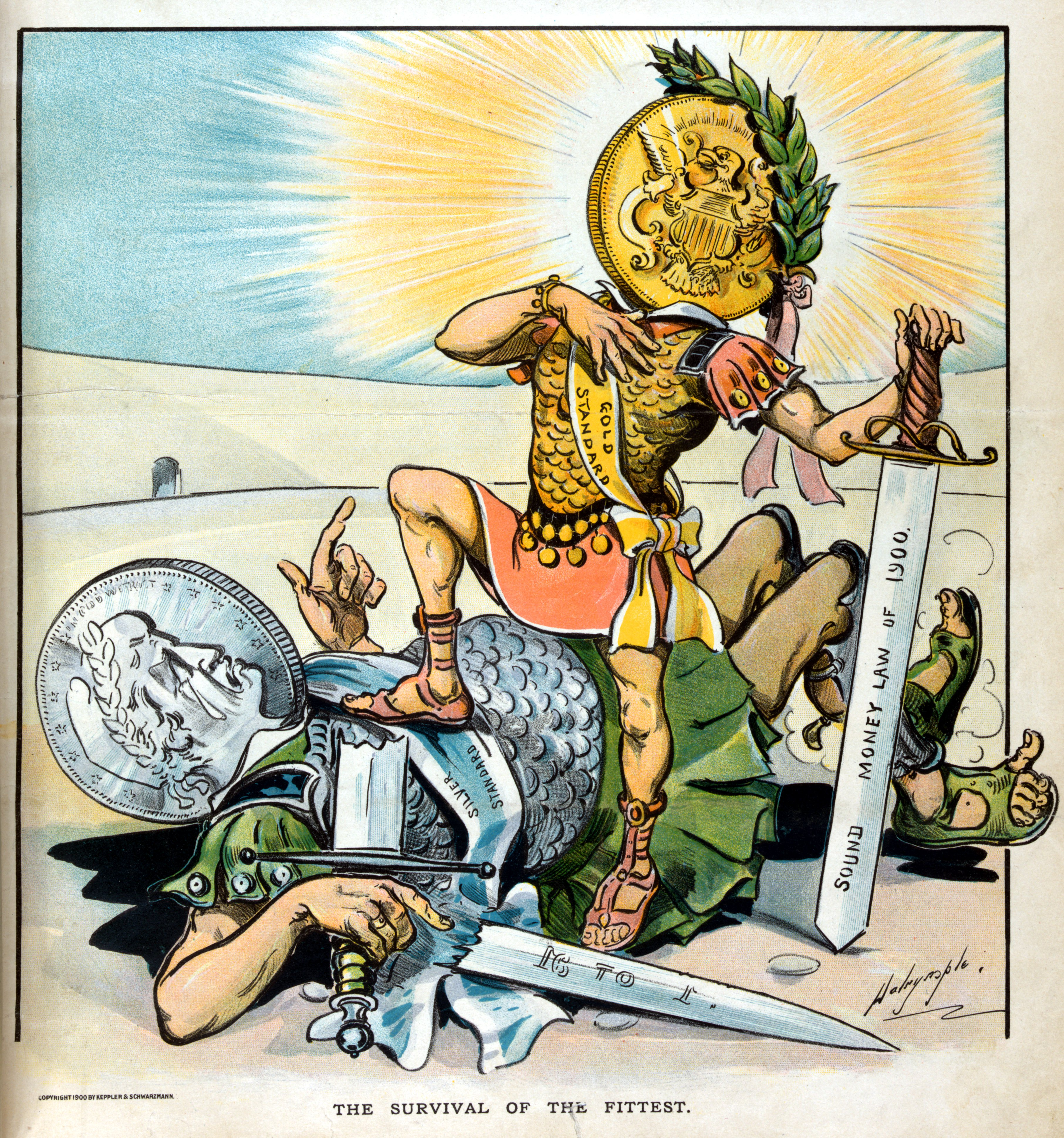
1900年3月，《普克》杂志封面刊出讽刺漫画《金本位的胜利》，显示双鹰代表的金本位战胜白银。

1900年，威廉·巴伯之子、继任首席雕刻师职务的查尔斯·爱德华·巴伯又小幅变更双鹰金币设计，查尔斯在这段时间还调整过其他多种美国硬币的设计，这表明他很可能打算重新雕刻所有面额的硬币模具。自由女神头像双鹰金币此次最明显的变动是背面老鹰的后颈更显平滑。1904年，双鹰金币产量创下新纪录，费城分局出产625万6699枚，旧金山分局513万4175枚，两间分局的数量都创下新高。此后只有费城分局在自由女神双鹰金币停产后的1928年共打造881万6000枚圣高登斯双鹰金币，打破1904年所创纪录。
1891年，科罗拉多州的克里普尔溪发现黄金，在当地引发淘金潮。该州出产的大量黄金一定程度上促使国会于1904年授权组建丹佛铸币局，该局于1906年开始运作。1906年4月4日，双鹰金币在丹佛分局投产，这天该局共铸造十余枚双鹰精制币送给政要。

### 取代
1904年，西奥多·罗斯福总统致信财政部长莱斯利·肖（Leslie Shaw），称当时的美国硬币实在太难看，建议聘请像奥古斯都·圣高登斯（Augustus Saint-Gaudens）这样的雕塑家提供更具美感、更能跟上时代的设计方案。
次年，铸币局聘请圣高登斯重新设计分币和当时还在生产的四种金币。圣高登斯此时还有其他工作，而且身体健康每况愈下，所以新币设计进展缓慢。雕塑家的设计是自由女神跨过石头大步前进，但首席雕刻师巴伯以浮雕太高为由反复否决设计方案。圣高登斯于1907年8月3日因癌症辞世，巴伯自行制出低浮雕版圣高登斯双鹰金币模具。新版双鹰于1907年末投产，同年12月开始在商品流通中露面，自由女神头像双鹰金币至此成为历史。

## 收藏
20世纪30年代，经富兰克林·德拉诺·罗斯福总统号召，包括双鹰在内的大量金币回到联邦政府手中并熔融。虽然19世纪末到20世纪初零散流往海外的大部分双鹰金币都已熔融，纪录显示大部分运往英国的硬币都被转铸成索维林，但还是有数以百万计的硬币留在银行里。20世纪40年代，欧洲多家银行的金库内发现大量双鹰金币，这些金币随后流入钱币市场。许多成色一般的常见版本自由女神头像双鹰作为投资产品出售，按硬币中包含的贵金属价值定价。人们还从沉船残骸中找到许多成色上佳的一类双鹰金币，这些早期金币流入市场后又因其“宝藏硬币”的身份变得更加抢手。
19世纪期间收藏双鹰金币的人很少，当时的钱币学界还没有把带或不带铸币标记的硬币视为不同品种。即便是发行量仅有数十或数百枚的精制币在二级市场上的售价也只略高于面值，而且有许多很可能在持有者遭遇经济困难时用掉。1909年，早期钱币学作家埃德加·亚当斯（Edgar H. Adams）出版美国金币目录，在亚当斯看来，任何自由女神头像双鹰金币的价值都不超过面额。
20世纪40年代的市场行情表明，1933年金币大量退出市场后，一些年代较晚的圣高登斯双鹰金币出人意料地变得极其罕见，收藏家对双鹰金币的兴趣也因此逐渐增长。1974年政府恢复民众持有黄金的权利后，过去流往海外的大量金币又逐渐回流，令钱币市场中的双鹰金币增多，但据钱币经销商兼作家鲍尔斯所言，双鹰金币如今已是关注度极高且非常有名的币种，以至1949年时创下的价格纪录现在看来似乎都是占了大便宜。
如今，人们可以通过多种途径收藏自由女神头像双鹰金币。如果只是想购买为数不多的几枚，可以直接从三大类中各选一枚，或是集齐五间铸币分局各自出产的版本。卡森城分局生产的双鹰金币是非常热门的品种。1870-版本在市场上几乎难得一见，所以收藏家可以考虑1877至1893年出产的卡森城分局三类版本。如果收藏者想要集齐每年出产的双鹰金币，那么他们会发现1886年版特别昂贵，因为这年只有费城分局出产过1000枚流通币和106枚精制币。根据理查德·约曼（Richard S. Yeoman）2015年版的《美国钱币指南手册》（A Guide Book of United States Coins），1886年版自由女神头像双鹰金币的成色如果能够达到“非常好”（Very Fine，-20）级别，那么其售价可以达到2万2500美元。

### 脚注
1. ↑  Yeoman，第275–278頁.
2. 1 2  Breen，第548頁.
3. ↑  Garrett & Guth，第xi頁.
4. ↑  Bowers 2001，第57–61頁.
5. ↑  Taxay，第125頁.
6. ↑  Taxay，第201頁.
7. ↑  Winter & Fuljenz，第vii頁.
8. 1 2  Taxay，第202頁.
9. ↑  Hobson，第116頁.
10. ↑  Taxay，第203頁.
11. 1 2  Taxay，第204頁.
12. ↑  Lange，第75頁.
13. ↑  Bowers 2004，第25頁.
14. ↑  Taxay，第205–206頁.
15. 1 2  Bowers 2006，第56頁.
16. ↑  Taxay，第183頁.
17. 1 2  Snow，第222頁.
18. ↑  Breen，第476頁.
19. 1 2 3  Taxay，第206頁.
20. 1 2 3 4  Breen，第562頁.
21. 1 2 3 4 5 6 7  Bowers 2004，第26頁.
22. ↑  Taxay，第206–207頁.
23. ↑  Taxay，第207頁.
24. ↑  Taxay，第207 n.15頁.
25. ↑  Taxay，第207–209頁.
26. 1 2  Bowers 2004，第67–68頁.
27. 1 2  Vermeule，第50頁.
28. ↑  Garrett & Guth，第423頁.
29. 1 2  Fuljenz，第1頁.
30. ↑  Bowers 2006，第26頁.
31. ↑  Snow，第223頁.
32. 1 2  Bowers 2001，第356頁.
33. ↑  Vermeule，第51頁.
34. 1 2  Bowers 2004，第27頁.
35. ↑  Bowers 2004，第8頁.
36. 1 2  Bowers 2004，第13頁.
37. ↑  Yeoman，第275–276頁.
38. ↑  Bowers 2004，第30–31頁.
39. ↑  Guth & Garrett，第144頁.
40. ↑  Winter & Crum，第161頁.
41. 1 2  Bowers 2001，第76頁.
42. ↑  Taxay，第209頁.
43. ↑  Bowers 2006，第78頁.
44. ↑  Bowers 2004，第11–12頁.
45. ↑  Bowers 2004，第87–91頁.
46. ↑  Bowers and Merena.
47. ↑  Bowers 2004，第62頁.
48. ↑  Breen，第562–563頁.
49. ↑  Yeoman，第431頁.
50. ↑  2014年5月26日《旧金山纪事报》报导：《金乡夫妇发现价值一千万美元的出土硬币》，凯文·费根著.
51. ↑  Breen，第353頁.
52. ↑  Bowers 2004，第117頁.
53. ↑  Breen，第566–567頁.
54. ↑  Winter & Fuljenz，第viii頁.
55. ↑  Bowers 2004，第131頁.
56. ↑  Yeoman，第19頁.
57. ↑  Bowers 2001，第89頁.
58. ↑  Yeoman，第277頁.
59. ↑  Bowers 2004，第35頁.
60. ↑  Bowers 2004，第119頁.
61. ↑  Breen，第567頁.
62. ↑  Bowers 2004，第148頁.
63. 1 2  Breen，第569–570頁.
64. ↑  Fuljenz，第46頁.
65. ↑  Bowers 2004，第169, 171, 176頁.
66. 1 2  Bowers 2001，第97頁.
67. ↑  Breen，第569頁.
68. ↑  Fuljenz，第154, 156頁.
69. ↑  Yeoman，第280–283頁.
70. ↑  Breen，第572頁.
71. ↑  Burdette，第30頁.
72. ↑  Burdette，第35頁.
73. ↑  Moran，第238, 241頁.
74. ↑  Bowers 2004，第220–224頁.
75. ↑  Breen，第575頁.
76. ↑  Bowers 2004，第236頁.
77. ↑  Lange，第164–165頁.
78. ↑  Bowers 2004，第11頁.
79. ↑  Bowers 2004，第22–23頁.
80. ↑  Bowers 2004，第23頁.
81. ↑  Yeoman，第275頁.
82. ↑  Winter & Crum，第18–19頁.
83. ↑  Bowers 2004，第16–17頁.
84. ↑  Bowers 2004，第21–23頁.
85. ↑  Fuljenz，第9–11頁.
86. ↑  Yeoman，第278頁.

### 书目
- Bowers, Q. David. . Dallas, TX: Harry W. Bass, Jr. Foundation. 2001. ISBN 0-943161-88-6.
- Bowers, Q. David. . Atlanta, GA: Whitman Publishing. 2004. ISBN 978-0-7948-1784-8.
- Bowers, Q. David. . Atlanta, GA: Whitman Publishing. 2006. ISBN 0-7948-1921-4.
- Breen, Walter. . New York: Doubleday. 1988. ISBN 978-0-385-14207-6.
- Burdette, Roger W. . Great Falls, VA: Seneca Mill Press L.L.C. 2006. ISBN 978-0-9768986-1-0.
- Fuljenz, Mike. . Lumberton, TX: Subterfuge Publishing. 2009. ISBN 978-0-9819488-0-5.
- Garrett, Jeff & Guth, Ron.  second. Atlanta, GA: Whitman Publishing. 2008. ISBN 978-0-7948-2254-5.
- Guth, Ron & Garrett, Jeff. . Atlanta, GA: Whitman Publishing. 2005. ISBN 978-0-7948-1782-4.
- Hobson, Walter. . Garden City, NY: Doubleday and Co. 1971. ISBN 978-0-385-08137-5.
- Lange, David W. . Atlanta, GA: Whitman Publishing. 2006. ISBN 978-0-7948-1972-9.
- Moran, Michael F. . Atlanta, GA: Whitman Publishing. 2008. ISBN 978-0-7948-2356-6.
- Snow, Richard. . Atlanta. GA: Whitman Publishing. 2009. ISBN 978-0-7948-2831-8.
- Taxay, Don.  reprint of 1966. New York: Sanford J. Durst Numismatic Publications. 1983. ISBN 978-0-915262-68-7.
- Vermeule, Cornelius. . Cambridge, MA: The Belknap Press of Harvard University Press. 1971. ISBN 978-0-674-62840-3.
- Winter, Douglas & Crum, Adam. . Irvine, CA: Newport Communications Group, Inc. 2002. ASIN B000WCRDKG.
- Winter, Douglas & Fuljenz, Michael.  revised. Portland, OR: UCB/DWN. 1999 [1996]. ISBN 0-9652413-0-0.
- Yeoman, R.S.  68th. Atlanta, GA: Whitman Publishing. 2014. ISBN 978-0-7948-4215-4.

### 其它来源
- (新闻稿). Bowers & Merena, Inc. 1999-05-11  [2015-10-11]. （原始内容存档于2015-10-11）.
- Fagan, Kevin. . San Francisco Chronicle (SFGate). 2014-05-26  [2016-08-07]. （原始内容存档于2016-03-28）.

## 扩展阅读
- DeLorey, Tom. . The Numismatist (Colorado Springs, Co.: American Numismatic Association). 1985-10: 1970–1978.
- Kay, Rick. . The Numismatist (Colorado Springs, Co.: American Numismatic Association). 2005-04: 36–37, 40–41.
- McKenzie, Lee F. . The Numismatist (Colorado Springs, Co.: American Numismatic Association). 1991-12: 1922–1924, 1979–1980.